# Diócesis de Gbarnga
La diócesis de Gbarnga (en latín: Dioecesis Gbarngana y en inglés: Roman Catholic Diocese of Gbarnga) es una circunscripción eclesiástica de la Iglesia católica en Liberia. Se trata de una diócesis latina, sufragánea de la arquidiócesis de Monrovia. Desde el 21 de marzo de 2011 su obispo es Anthony Fallah Borwah.

## Territorio y organización
La diócesis tiene 30 305 km² y extiende su jurisdicción sobre los fieles católicos de rito latino residentes en los condados de Bong, Lofa y Nimba.
La sede de la diócesis se encuentra en la ciudad de Gbarnga, en donde se halla la Catedral del Espíritu Santo.
En 2021 en la diócesis existían 17 parroquias.

## Historia
La diócesis fue erigida el 17 de noviembre de 1986 mediante la bula De Monroviensi por el papa Juan Pablo II, obteniendo el territorio de la arquidiócesis de Monrovia.

## Estadísticas
Según el Anuario Pontificio 2022 la diócesis tenía a fines de 2021 un total de 20 770 fieles bautizados.
| Año                                                                             | Población            | Población | Población      | Sacerdotes | Sacerdotes    | Sacerdotes    | Bautizados por sacerdote | Diáconos permanentes | Religiosos | Religiosos | Parroquias |
| Año                                                                             | Bautizados católicos | Total     | % de católicos | Total      | Clero secular | Clero regular | Bautizados por sacerdote | Diáconos permanentes | Varones    | Mujeres    | Parroquias |
| ------------------------------------------------------------------------------- | -------------------- | --------- | -------------- | ---------- | ------------- | ------------- | ------------------------ | -------------------- | ---------- | ---------- | ---------- |
| 1990                                                                            | 7274                 | 826 000   | 0.9            | 20         | 4             | 16            | 363                      |                      | 42         | 28         | 9          |
| 1999                                                                            | 9540                 | 880 000   | 1.1            | 5          | 3             | 2             | 1908                     |                      | 6          | 10         | 9          |
| 2000                                                                            | 9600                 | 880 000   | 1.1            | 5          | 3             | 2             | 1920                     |                      | 7          | 10         | 9          |
| 2001                                                                            | 10 465               | 880 500   | 1.2            | 6          | 6             |               | 1744                     |                      | 5          | 10         | 11         |
| 2002                                                                            | 12 247               | 950 000   | 1.3            | 4          | 3             | 1             | 3061                     |                      | 5          | 11         | 11         |
| 2003                                                                            | 14 290               | 970 000   | 1.5            | 4          | 3             | 1             | 3572                     |                      | 4          | 4          | 11         |
| 2004                                                                            | 14 300               | 970 000   | 1.5            | 3          | 3             |               | 4766                     |                      | 3          | 4          | 11         |
| 2006                                                                            | 16 200               | 1 353 000 | 1.2            | 5          | 3             | 2             | 3240                     |                      | 2          | 8          | 12         |
| 2007                                                                            | 17 000               | 1 408 000 | 1.2            | 8          | 4             | 4             | 2125                     | 1                    | 4          | 10         | 16         |
| 2013                                                                            | 19 700               | 1 543 000 | 1.3            | 6          | 5             | 1             | 3283                     | 1                    | 7          | 16         | 16         |
| 2016                                                                            | 20 630               | 1 618 217 | 1.3            | 11         | 8             | 3             | 1875                     |                      | 8          | 15         | 17         |
| 2019                                                                            | 21 900               | 1 722 100 | 1.3            | 14         | 7             | 7             | 1564                     |                      | 10         | 12         | 9          |
| 2021                                                                            | 20 770               | 1 632 000 | 1.3            | 15         | 8             | 7             | 1384                     |                      | 10         | 15         | 17         |
| Fuente: Catholic-Hierarchy, que a su vez toma los datos del Anuario Pontificio. |                      |           |                |            |               |               |                          |                      |            |            |            |

## Episcopologio
- Benedict Dotu Sekey † (17 de noviembre de 1986-13 de diciembre de 2000 falleció)
- Lewis Zeigler † (30 de mayo de 2002-11 de julio de 2009 nombrado arzobispo coadjutor de Monrovia)
- Anthony Fallah Borwah, desde el 21 de marzo de 2011